# デララ・ダラビ
デララ・ダラビ（ペルシア語: دلارا دارابى 1986年9月29日 - 2009年5月1日）は、イラン人女性。父親の従姉妹にあたる女性を殺害した容疑のため刑務所に5年間いたが、2009年5月1日に処刑された。殺害したのはダラビが17歳のときであり、未成年者時に起きた犯罪について国際的に議論が起きた。
| スタブアイコン | サブスタブ | この項目は、まだ閲覧者の調べものの参照としては役立たない、人物に関連した書きかけの項目です。この項目を加筆・訂正などしてくださる協力者を求めています（P:人物伝/PJ:人物伝）。 |